# Odd Hassel

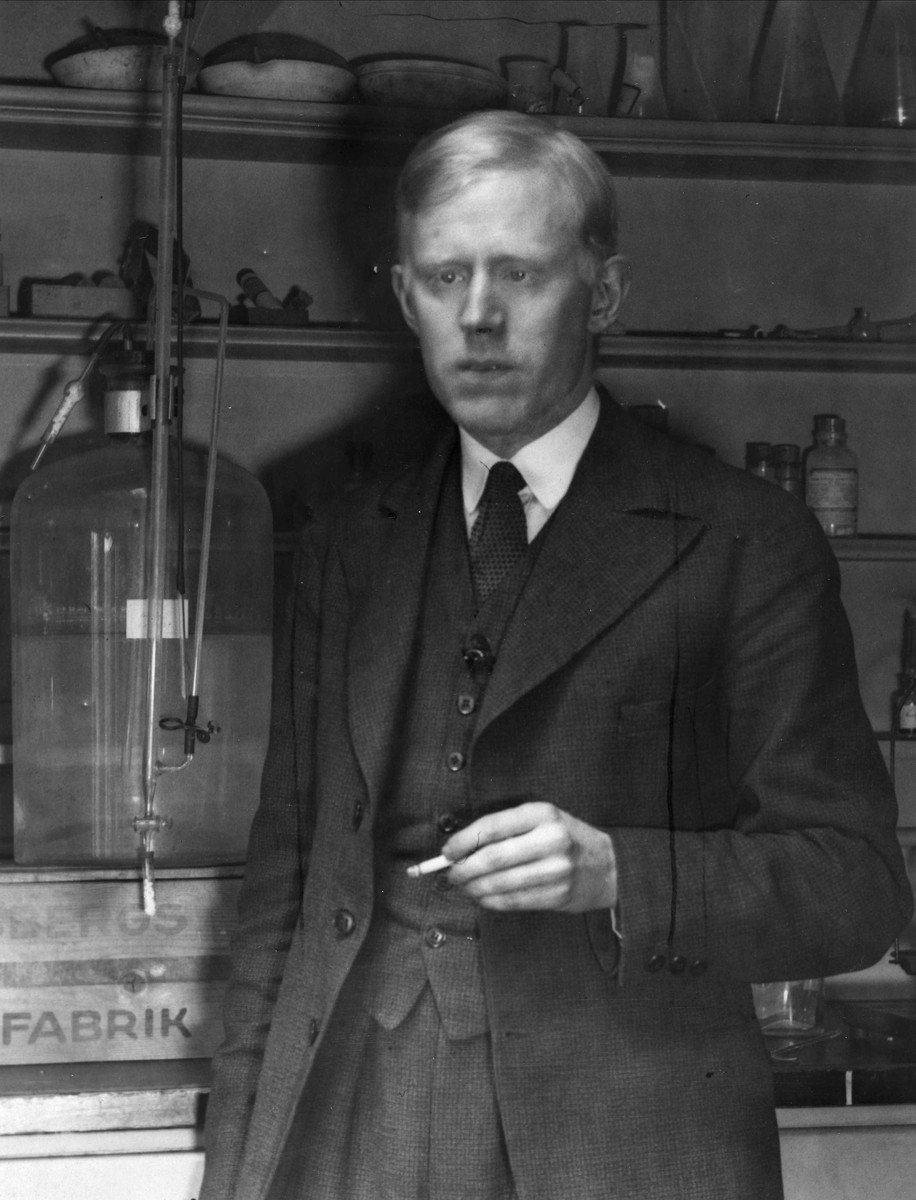
Odd Hassel, ca. 1935

Odd Hassel (* 17. Mai 1897 in Kristiania (heute Oslo); † 11. Mai 1981 ebenda) war ein norwegischer Chemiker.
1969 erhielt er zusammen mit dem englischen Chemiker Sir Derek H. R. Barton den Chemie-Nobelpreis „für ihre Arbeiten in der Entwicklung des Konformationsbegriffes und dessen Anwendung in der Chemie“.

## Leben und Werk
Sein Vater war der Physiker Ernst Hassel, seine Mutter war Mathilde Klaveness. Nach dem Studium von 1915 bis 1920 in Oslo und einem Jahr der Muße in Frankreich und Italien ging er im Herbst 1922 für sechs Monate nach München und arbeitete dort bei Kasimir Fajans. Anschließend war er am Kaiser-Wilhelm-Institut in Berlin-Dahlem, wo er 1924 bei Herman F. Mark mit der Arbeit Die Gitterstruktur des Acetaldehydammoniaks und des Metaldehyds
promoviert wurde. 1925 kehrte er nach Norwegen zurück. An der Universität Oslo wurde er 1926 Dozent für Physikalische und Elektro-Chemie. Von 1934 bis 1964 war er Ordinarius für Physikalische Chemie in Oslo.
In den frühen Jahren seiner Osloer Tätigkeit beschäftigte Hassel sich hauptsächlich mit anorganischer Chemie,  ab 1930 wandte er sich jedoch der Erforschung der Molekül-Struktur mittels Elektronenbeugung zu, speziell dem Cyclohexan und seinen Abkömmlingen. 1943 wurde er von der deutschen Besatzungsmacht inhaftiert und im November 1944 wieder entlassen. Nach dem Krieg setzte er seine Forschungen fort und klärte die Sesselstruktur des Cyclohexans auf.

## Schriften
- Kristallchemie, Dresden, Theodor Steinkopf 1934.